# Réseau interurbain du Calvados
Le réseau interurbain du Calvados, anciennement Bus Verts - Calvados, désigne les lignes d'autocars interurbains du département du Calvados.
Dans le cadre de la loi NOTRe, les régions ont récupéré la compétence transport aux départements. Depuis le 1er janvier 2020, ces lignes font partie du réseau régional unique Nomad.

## Historique

Ancien logo Bus verts.

Les Bus verts furent créés par le conseil général du Calvados dans les années 1980. Leur nom vient tout simplement du fait que la livrée des bus est à base de vert.

## Le réseau
L'exploitant de la majorité du réseau est Keolis Calvados, dont le siège social est à Mondeville. Certains services scolaires et de marché sont assurés par des sociétés d'autocars autres que Keolis (Etasse, Robert, Boutin, VTNI…). Toutes les lignes scolaires sont accessibles aux voyageurs qui ne sont pas des élèves.
Le 1er septembre 2022, la numérotation est complètement revue.
Lignes régulières :
- 52 : Saint-Pierre-sur-Dives - Lisieux
- 53 : Vimoutiers - Lisieux
- 56 : La Vespière - Lisieux
- 101 : Asnelles - Caen
- 102 : Beny-sur-Mer - Cresserons - Caen
- 103 : Sainte-Croix-sur-Mer - Creully - Caen
- 104 : Bougy - Caen
- 105 : Aunay-sur-Odon - Caen
- 106 : Hamars - Caen
- 107 : Mutrecy - Caen
- 108 : Moulines - Caen
- 109 : Méry-Corbon - Caen
- 110 : Mézidon-Canon - Méry-Corbon - Conteville - Caen
- 111 : Le Havre - Deauville - Caen
- 112 : Touques - Tourgeville - Deauville
- 113 : Touques - Trouville - Deauville
- 114 : Bayeux - Caen
- 115 : Caumont-l'Éventé - Hottot-les-Bagues - Caen
- 116 : Vire-Normandie - Caen
- 117 : Flers - Caen
- 118 : Falaise - Caen
- 119 : Pont-l'Évêque - Caen
- 120 : Grandcamp-Maisy - Bayeux
- 121 : Courseulles-sur-Mer - Bayeux
- 122 : Le Havre - Honfleur - Caen
- 123 : Le Havre - Lisieux
- 153 : Sainte-Marguerite-des-Loges - Notre-Dame-de-Courson - Livarot
- 155 : Magny-la-Campagne - Lisieux
- 156 : Saint-Martin-de-Mailloc - Bolbec
- 157 : Le Pin - Lisieux
- 158 : Mery-Corbon - Lisieux
- 253 : Lisores - Meulles - Lisieux
- 255 : Lecaude - Mezidon-Canon

Lignes à vocation scolaire :
- 1101 : Douvres-la-Délivrande - Courseulles-sur-Mer
- 1102 : Anguerny - Courseulles-sur-Mer
- 1103 : Caen - Creully
- 1104 : Grainville-sur-Odon - Maltot - Verson
- 1105 : Honfleur - Deauville - Caen
- 1106 : Blonville-sur-Mer - Deauville
- 1107 : Saint-Gatien-des-Bois - Deauville
- 1108 : Aunay-sur-Odon - Saint-Jean-le-Blanc - Caen
- 1109 : Saint-Georges-d'Aunay - Saint-Martin-des-Bois - Vire-Normandie
- 1110 : Saint-Laurent-de-Condel - Pont-d'Ouilly - Flers
- 1111 : Lisieux - Dozulé
- 1112 : Périgny - Condé-sur-Noireau
- 1113 : Villons-les-Buissons - Douvres-la-Délivrande
- 1114 : Caen - Douvres-la-Délivrande
- 1115 : La Rivière-Saint-Sauveur - Le Mesnil-sur-Blangy - Lisieux
- 1116 : Lisieux - Blangy-le-Château - Deauville
- 1117 : Putot-en-Auge - Formentin - Trouville-sur-Mer
- 1118 : Branville - Lisieux
- 1119 : Boulon - Falaise
- 1120 : Falaise - Thury-Harcourt - Condé-sur-Noireau - Croisilles
- 1121 : Mézidon-Canon - Falaise
- 1122 : Olendon - Villers-Canivet - Potigny
- 1123 : Longues-sur-Mer - Bayeux
- 1124 : Saint-Martin-des-Bois - Caumont-l'Éventé - Bayeux
- 1125 : Villers-Bocage - Vendes - Bayeux
- 1126 : Montfiquet - Le Molay-Littry - Bayeux
- 1127 : Bayeux - Ver-sur-Mer - Courseulles-sur-Mer
- 1128 : Bayeux - Courseulles-sur-Mer
- 1129 : Neuilly-la-Forêt - Bayeux
- 1130 : Formigny - Carentan
- 1131 : La Ferrière-Harang - Carville - Vire-Normandie
- 1132 : Condé-sur-Noireau - Vire-Normandie
- 1133 : Saint-Vigor-des-Mézerets - Vire-Normandie
- 1134 : Le Theil-Bocage - Vire-Normandie
- 1135 : Rully - Vire-Normandie
- 1136 : Le Gast - Vire-Normandie
- 1137 : Courson - Vire-Normandie
- 1138 : Sept-Frères - Vire-Normandie
- 1139 : Pont-Farcy - Vire-Normandie
- 1140 : Cagny - Argences
- 1141 : Mouen - Villers-Bocage
- 1142 : Caen - Thury-Harcourt
- 1143 : Noron-la-Poterie - Le Molay-Littry

À Caen, le réseau est organisé à partir de deux pôles d'échanges :
- Caen - gare routière, accolé à la gare de Caen et en correspondance avec les lignes tram T1 T3 et bus 1 6 10 11 12 12E 30 31 35 36 ;
- Caen - Courtonne, plus proche du centre-ville, en correspondance avec les lignes tram T1 T2 T3 à l'arrêt Saint-Pierre et bus 2 5 12 22 23 32 Navette Caen à l'arrêt Tour Leroy.

## Tarification

Le titre de transport de Normandie.

Les voyageurs peuvent être munis du titre de transport régional Atoumod .

### Billettique
Tous les titres de transport Bus Verts sont à valider à chaque montée dans les bus. Tous les titres permettent une heure de correspondance gratuite à Caen avec le réseau Twisto.

#### Abonnements
Pour les abonnements, ils sont sur un support de carte à puce appelé "Pass Bus". La création de la carte à puce coûte 7 €. Lors de la montée dans le bus, il suffit de présenter la carte devant le lecteur pour valider. Les abonnements sont hebdomadaires, mensuels ou annuels. Ils offrent, dans tous les cas, un nombre illimités de voyages à l'intérieur des zones choisies. Au-delà de 7 zones, le prix de l'abonnement est égal à celui de 7 zones.

#### Tickets
Les tickets sont vendus sur forme des tickets magnétiques sauf pour le tarif "4 voyages", qui peut aussi être vendu sur le support "Pass Bus". Il existe plusieurs tickets :
- Le ticket 1 zone,
- Les titres 1 voyage,
- Les titres 2 voyages,
- Les titres 4 voyages,
- La carte liberté 1 jour.

##### Ticket Spot
Le ticket spot est un titre de transport uniquement valable en été (1/07 au 31/08). Il n'est valable que sur la partie Caen - Merville-Franceville-Plage de la ligne 20, Caen - Courseulles de la ligne 3, sur la partie entre Bayeux et Arromanches-les-Bains de la ligne 75 et sur la partie Bayeux - Vierville-sur-Mer de la ligne 70. Toutes ces lignes possèdent des services le dimanche et ont un niveau de service élevé pendant cette période (1 bus toutes les heures sur la ligne 3).
Le tarif est unique : 3,25 € l'aller/retour pour une personne et 10,30 € pour la formule 4 voyages.
Ce titre a pour but d’inciter les automobilistes à ne pas utiliser leurs voitures pour aller à la plage et ainsi éviter d'engorger les parkings et les routes balnéaires. Ce tarif rencontre un certain succès auprès des clients.

### Tarif
La tarification des Bus Verts est zonale, plus le nombre de zones à parcourir est élevé, plus le tarif augmente. Il y a, en tout, 20 zones.
Pour les abonnements, il y a le Tarif Jazz (plein tarif) et le Tarif Pop (moins de 26 ans) qui offre 15 % de réduction.
Pour les titres 1,2 et 4 voyages, il y a plusieurs tarifs. 
- Le tarif Jazz (plein tarif)
- Le tarif Pop, pour les 4-25 ans, offre 15 % de réduction sur le tarif Jazz
- Le tarif Emeraude, qui offre 50 % de réduction (Le tarif Émeraude est réservé aux titulaires de la carte Émeraude, délivrée par le CCAS ou le Conseil général).

Les titres 4 voyages offrent 20 % de réduction par rapport à l'achat de 4 titres 1 voyage.
Les tarifs 2 voyages n'offrent aucune réduction par rapport à l'achat de 2 titres 1 voyage, mais permet d'avoir 2 voyages sur un même billet, solution pratique pour effectuer un aller/retour, par exemple.
Les enfants de moins de 4 ans voyagent gratuitement.

#### Scolaire
Pour les scolaires, il existe la Carte de Transport Scolaire, qui donne droit à un aller retour par jour de classe entre le domicile et l'établissement scolaire. La Carte de Transport Scolaire est délivrée à l'élève par le conseil départemental si l'élève réside à au moins 2,5 km de son établissement public de secteur. La Carte de Transport Scolaire est délivrée sous forme d'une carte à puce sans contact pour la validation. La carte à puce est valable 4 ans.

### Achat des titres
L'achat des titres de transport Bus Verts peut se faire :
- À bord des bus, auprès du conducteur, uniquement pour les titres 1 et 2 Voyages et la carte liberté ainsi que le ticket 1 Zone et le titre urbain. Les clients sont priés de faire l'appoint pour faciliter le travail du conducteur mais aussi pour gagner du temps et améliorer la régularité.
- Dans les points d'accueil Bus Verts, tous les titres sont vendus.
- Chez les 90 dépositaires Bus Verts.

### Particularité sur les réseaux urbains
Sur les réseaux urbains de Caen, Lisieux, Honfleur, Bayeux, si le déplacement est effectué à l'intérieur de la zone urbaine, le prix du ticket sera celui d'un ticket au tarif du réseau urbain. Les clients sont alors soumis à la réglementation du réseau urbain.
Bon à savoir pour les jeunes de moins de 26 ans
L'abonnement annuel bus vert zone 1 de Caen est de 254,70 euros en 2011-2012
L'abonnement annuel twisto, le réseau urbain de Caen est de 265,50 en 2011-2012
Donc avec l'intermodalité vue ci-dessus, il est moins cher de 10 euros de prendre un abonnement bus vert, même si on n'emprunte que le réseau twisto.

## Matériel
Le matériel est composé de Renault Ares, Irisbus Axer, Crossway, Arway, Mercedes-Benz Intouro et d' Iveco Crossway . La ligne n°39 possède des autocars grand confort. Le parc Keolis Calvados possède 206 véhicules, qui sont tous la propriété du conseil départemental. Des véhicules supplémentaires circulent sur le réseau Bus Verts; ce sont ceux des entreprises prestataires (VTNI, Etasse, Lepesteur…), qui en sont propriétaires.

## Services complémentaires
La volonté du conseil départemental était que chaque commune du Calvados soit accessible en transport en commun. Pour cela, il a fallu créer des services express, ainsi qu'un service de taxis subventionné pour les communes dont la densité ne justifiait pas la mise en place d'un service de bus régulier. Ainsi, chaque commune du département est dotée d’une offre de transport, en plus du service de transport scolaire. Si la commune n’est pas desservie par au moins une ligne régulière Bus verts, une ligne SNCF ou une ligne de transport urbain, Keolis Calvados propose un service de taxi subventionné.

### Prestobus
La ligne du prestobus est l'ancien nom de la ligne "Caen - Le Havre Express". Elle circule désormais sous l'indice de ligne no 39. Il y a trois allers-retours par jour (matin/midi/soir) du lundi au samedi et deux le week-end. Les autocars affrétés à cette ligne sont de type "grand confort", avec la climatisation et éclairage personnalisé, tablettes, des écrans d'informations et de la connextion wi-fi.Le trajet Caen - Honfleur s'effectue en moins d'une heure et le trajet Caen - Le Havre en 90 minutes. Tout cela est possible pour deux raisons :
- L'emprunt d'autoroutes (A13 et A29) sur une bonne partie du trajet, plus le Pont de Normandie.
- Une tarification spéciale, permettant de faire face aux coûts supplémentaires de ce service.

#### Tarification
Sur cette ligne est mise en place une tarification spéciale, permettant de couvrir les frais plus élevés de l'exploitation (carburant, autocars dédiés, péages). Ainsi, les abonnements "traditionnels" ne sont pas valables, sauf entre Honfleur et Le Havre.
Le prix d'un billet tarif Jazz, est environ 40 % plus cher sur le Prestobus que sur le parcours classique (il passe de 10,60 € à 14,85 €). Mais en contrepartie, le trajet est direct, et il met environ 1h à 1h30 de moins que par la côte.

## Galerie photos

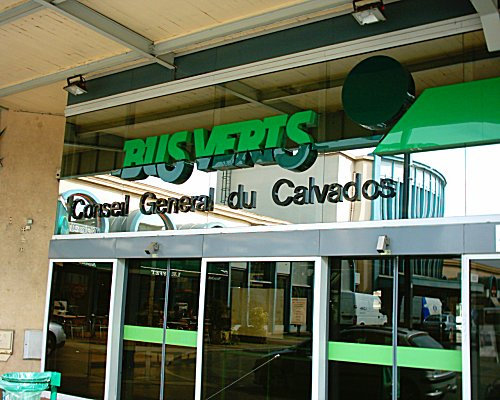
Gare routière de Caen.
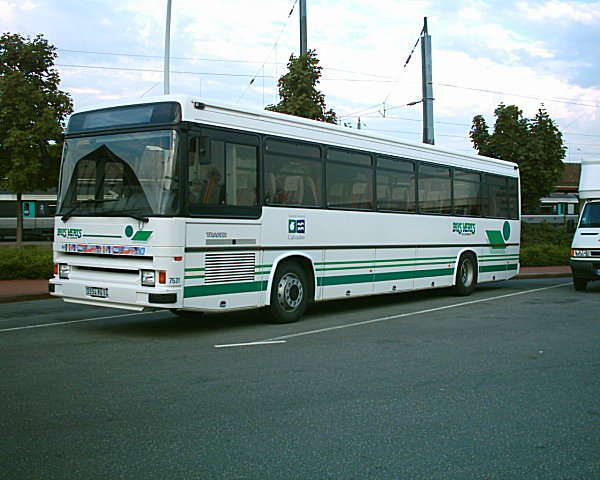
Renault Tracer à la gare de Trouville-Deauville